# Triple play (télécommunications)
Pour les articles homonymes, voir Triple play.

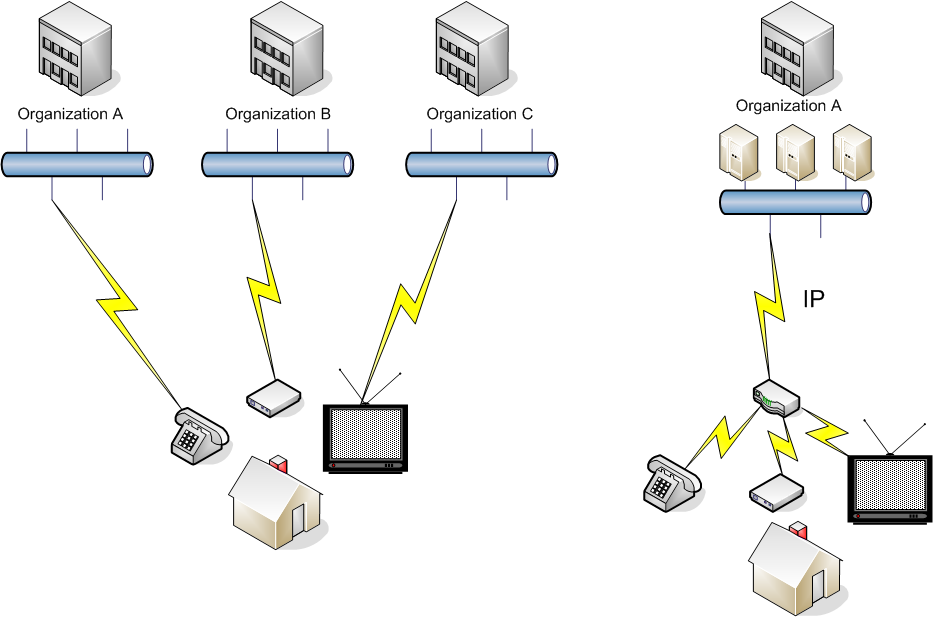
Changements liés au passage au Triple play

Le triple play (néologisme venant de l'anglais triple play au baseball) est, dans l'industrie des télécommunications, une offre commerciale dans laquelle un opérateur propose à ses abonnés (à l'ADSL, au câble, ou à la fibre optique) un ensemble de trois services dans le cadre d'un contrat unique :
- l'accès à l'Internet à haut voire très haut débit ;
- la téléphonie fixe (de nos jours le plus souvent sous forme de voix sur IP) ;
- la télévision (par ADSL ou par câble) avec parfois des services de vidéo à la demande.

## Description
Ce service est fourni au moyen de set-top box spécifiques, les box.
Selon l'Arcep, le nombre de forfaits multi services ne cesse d'augmenter, rendant la facture globale moins liée au volume de communications.

## Un exemple de vente liée
Elle correspond à une technique bien connue des responsables marketing, qui voisine avec la vente liée, utilisée ici par les fournisseurs d'accès internet, mais qui est utilisée également dans beaucoup d'autres secteurs soumis à une forte concurrence, avec une pléthore d'acteurs tentant de vendre exactement les mêmes produits de base en voie de banalisation. On pense par exemple aux services bancaires (compte courant, carte de crédit, assurance…), au secteur de l'assurance, de l'automobile ou de l'informatique.
L'entreprise qui utilise cette technique cherche à étendre la situation de monopole qu'elle peut avoir sur un certain produit à d'autres produits. Ce faisant, elle rend sa clientèle plus fidèle ou captive (coût / complexité du passage à la concurrence plus élevés), elle augmente la recette moyenne par client et elle réduit la pression concurrentielle puisque les produits ne sont plus tout à fait comparables à ceux des concurrents.
Mais le fait de souscrire à un package de plusieurs services en une seule offre peut également être l'opportunité de payer l'ensemble des services moins chers que s'ils avaient été souscrits séparément, par le jeu des remises et des offres commerciales. L'important, ici comme ailleurs, étant qu'une présence suffisante d'offreurs susceptibles de proposer ce type de vente liée permette l'émergence d'une offre concurrentielle pour le consommateur.

## Histoire
L'expression « triple play » utilisée dans le contexte des télécommunications est apparue aux États-Unis vers le milieu des années 1990. L'ouverture à la concurrence de certains segments de marché (promulgation du Telecommunications Act en 1996) pousse différents types d'acteurs à définir une stratégie permettant de conquérir les marchés traditionnels de sociétés rivales et/ou inversement de mieux fidéliser leurs clients.
Les câblo-opérateurs, sociétés historiquement spécialisées dans la distribution de contenus audio-visuels, lancent commercialement les tout  premiers modems câble permettant l'accès à l'internet « rapide » et sans limitation de durée. Les débits maximum n'atteignent au départ guère plus de 1 à 1,5 Mbit/s et les tarifs sont relativement élevés, mais l'engouement du public est au rendez-vous. Il existe une forte demande pour une offre alternative à l'utilisation des accès commutés par modem 56 Kbit/s ou par le RNIS, seuls modes proposés alors par les compagnies de téléphone local RBOC. Certains câblo-opérateurs commencent également vers la même époque à proposer l'abonnement téléphonique, avec la contrainte au départ d'avoir à réduire le débit maximum pour le trafic internet. Les compagnies de câble doivent mettre à niveau leur infrastructure d'accès afin de pouvoir créer une voie de retour pour les flux de téléphonie, ce qui a pour incidence de limiter le taux de croissance du nombre d'abonnés à ce service.
En réaction, les compagnies de téléphone local (RBOC), examinent la possibilité d'offrir elles aussi des services d'accès à l'Internet rapide sur la paire de cuivre en utilisant la technologie ADSL. Le coût alors encore élevé des produits et de la mise en œuvre dans les réseaux font que cette technologie reste confinée au marché des entreprises. Il faut attendre plusieurs années avant de voir les compagnies de téléphone proposer des offres ADSL Internet avec des tarifs attractifs sur le marché grand public.
Quant à la diffusion de contenus audio-visuels sur ADSL, la première offre apparait sur le marché français avec le fournisseur d'accès à Internet Free, premier opérateur à lancer ce type d'offre avec la télévision, en septembre 2002. D'autres offres apparaissent à partir de 2003-2004 en Asie et en Europe, notamment avec le développement de la concurrence par le dégroupage et des améliorations technologiques comme l'ADSL 2+.
Aujourd'hui, toutes sortes d'acteurs proposent le triptyque « téléphone + télévision + Internet » : câblo-opérateurs, opérateurs fixes historiques et alternatifs, fournisseurs d'accès à Internet, sur accès câble, cuivre ADSL, fibre optique FTTH et radio (notamment WiBro et WiMAX). Ainsi, ces opérateurs se trouvent désormais en concurrence les uns avec les autres avec des offres similaires. Mais la réalité des débits couramment disponibles sur les boucles locales ne permet pas toujours la mise en œuvre complète de ces offres.

## Mise en œuvre dans les réseaux
Afin de pouvoir délivrer ces trois services de manière économique, les opérateurs en télécommunications intègrent les différents flux sur un réseau unique qui peut utiliser pour la boucle locale (c'est-à-dire le segment qui relie le client au réseau) différentes technologies haut débit, notamment câble, DSL, fibre optique jusqu'à l'abonné (FTTH).
Le partage de cette ressource unique impose des contraintes. En effet, voix, vidéo et Internet haut débit sont des flux ayant des caractéristiques et des exigences différentes vis-à-vis du réseau qui assure la livraison du service. Ainsi les services voix sont sensibles au délai et à la variation de celui-ci (gigue), alors que la perte de paquet ou le réordonnancement des paquets ont un effet plus grand sur la vidéo et les services de données.
La mise en œuvre d'une offre triple play peut être maîtrisée à deux conditions :
- Du côté serveurs, il faut résoudre certaines difficultés techniques et commerciales comme l'utilisation d'une bonne plateforme de facturation pour s'adresser à une population d'abonnés variés, qui doit avoir par ailleurs une densité appropriée pour justifier financièrement l'introduction du service.
- Du côté des équipements réseau, il faut mettre en place des mécanismes de qualité pour garantir les débits minima.

## Évolution
Par extension, les opérateurs utilisent parfois le néologisme quadruple play (ou quadri play) qui désigne une offre commerciale dans laquelle l'opérateur ajoute aux trois services ci-dessus, un quatrième service : généralement la téléphonie mobile. Des liaisons sans-fil permettent ainsi de téléphoner en situation de mobilité, voire de délivrer des contenus vidéo ou d'accéder à l'Internet. Toutes sortes de technologies peuvent être utilisées entre le terminal mobile et le réseau de l'opérateur, notamment du Wi-Fi, GSM, CDMA, UMTS ou LTE, etc. Dans le cas de l'intégration de technologies de type « réseau mobile », il peut s'agir d'une fonction femtocell intégrée à la box ou d'utiliser la VoWiFi. L'objectif commercial est toujours le même : se distinguer sur le marché, accroître la « fidélité » du client en lui permettant d'avoir un fournisseur unique pour l'ensemble des services.
Pour désigner de manière générique le regroupement de plusieurs services dans un contrat unique, certains opérateurs parlent parfois de multi play.
Ces expressions n'ont aucun sens au baseball. En faisant un emprunt lexical, les opérateurs notamment non anglophones ont de fil en aiguille ignoré ou oublié le sens originel du mot triple play et en ont créé de nouveaux qui n'ont pas de sens dans le domaine d'origine.

## Box
En France, les fournisseurs d'accès à Internet commercialisent très souvent leurs services sous l'appellation d'origine anglophone « box », littéralement « boîtier », qui désigne ni plus ni moins que l'équipement de terminaison de réseau situé chez l'abonné permettant à celui-ci d'accéder aux services. Le FAI français Free, avec sa Freebox, est à l'origine de cet anglicisme lexical. Du fait de son succès commercial, diverses autres marques ont estimé devoir le suivre : l'Alice Box d'Alice, l'AOLbox d'AOL, la Bbox de Bouygues Telecom, la Budgetbox de Budget Telecom, la C-BOX de Cegetel, la clubinternet.box de Club Internet, la Livebox de Orange, la Neuf Box de SFR, Tele2Box de Tele2 et la DartyBox de Darty.
Ces box ne sont généralement pas développées par les opérateurs directement, mais par d'autres sociétés comme notamment Inventel à l'origine des Livebox avant son rachat en 2005 par Thomson, Sagem, Bewan…

## Mot dominant du moment (buzzword)
Dual play, triple play, quadruple play, quadruplay, multi play, box et autres anglicismes et/ou néologismes similaires tentent de rendre compte de la nouveauté d'un produit ou d'une solution technique. Le discours marketing des opérateurs en télécommunications en regorge. Les anglo-saxons les désignent sous le terme générique de buzzword, littéralement un « mot qui sonne bien ».